# Clémentine Autain
Clémentine Autain (Saint-Cloud, 26 maggio 1973) è una politica e giornalista francese.
È membro di Ensemble !, organizzazione fondata nel 2013 ed una dei componenti del Fronte di Sinistra. Dal 2001 al 2008 è stata consigliere di Parigi (affine al PCF) incaricata dei problemi della gioventù. Dal 2014 al 2020 è stata consigliere comunale della città di Sevran. È diventata consigliera regionale dell'Île-de-France nel 2015, mandato che manterrà fino a luglio 2017, dopo essere stata eletta membro del Parlamento nell'undicesima circoscrizione di Senna-Saint-Denis, a giugno, con La France Insoumise.
È anche direttrice editoriale del trimestrale Regards (e responsabile dello Scop che lo pubblica) ed è stata co-segretaria della Fondazione Copernicus, un gruppo di riflessione critico nei confronti del liberalismo.

## Biografia

### Famiglia
Clémentine Cécile Autain è figlia dell'attrice comica Dominique Laffin (1952-1985) e del cantante Yvan Dautin (nato nel 1945).
Suo nonno materno fu deputato della Yonne (1960-1962) e fondatore del Fronte nazionale per l'Algeria francese, André Laffin.
Uno dei suoi zii paterni, François Autain (1935-2019), è stato sindaco di Bouguenais, deputato, segretario di stato incaricato della sicurezza sociale, degli immigrati e infine della difesa sotto la presidenza di François Mitterrand, al tempo senatore socialista della Loira Atlantica entrato a far parte del Partito della Sinistra nel 2008.
È madre di due figli, il cui padre è Mikaël Garnier-Lavalley, coautore del libro Salauds de jeunes ! pubblicato nel 2005.
Alla fine del 2020, gira un pettegolezzo sulla presunta scolarizzazione dei suoi figli nella scuola privata cattolica Lubeck del XVI arrondissement. Questa voce è certamente infondata visto che una deputata di Senna-Saint-Denis non può abitare nel XVI arrondissement.

### Infanzia e gioventù
Clémentine Autain ha trascorso l'infanzia e l'adolescenza a Parigi, dove viveva presso il boulevard des Batignolles. All'età di 10 anni, voleva diventare una cantante come suo padre, Yvan Dautin. Nel musical Abbacadabra, ha cantato delle canzoni del gruppo ABBA in televisione con Frida, Daniel Balavoine e Plastic Bertrand. Ha inciso dei dischi, fatto concerti e registrato una telenovela (Le Masque, episodio La Rançon de la Glory di cui il padre ha coscritto la sceneggiatura per FR3). Durante lo stesso periodo, era anche immersa nella politica grazie ai rapporti dei suoi genitori con Jack Ralite e Alain Krivine. Al tempo suo padre era un simpatizzante dell'estrema sinistra.
Nel 1985, aveva solo 12 anni quando sua madre, Dominique Laffin morì. All'età di diciassette anni, dopo aver conseguito il diploma di maturità, lascia la casa di famiglia e intraprende gli studi universitari in storia . Clémentine Autain consegue poi un master in storia dedicato all'Algeria coloniale e un diploma di studi approfonditi (DEA) dal titolo "Movimento sociale, femminismo e legislazione mediante l'esempio del corpo femminile (1967-1982)" sul Movimento di liberazione delle donne.
Nell'ottobre 1999, diventa incaricata di missione nel gruppo di studio sulle discriminazioni fondato da Martine Aubry.

### Attivismo femminista
In una biografia pubblicata da Anne Delabre nel 2006 racconta lo stupro che ha subito a 23 anni, minacciata da un'arma bianca nei dintorni dell'Università di Parigi 8. Smaschera questo dramma durante la pre-campagna presidenziale per portare la questione della violenza nel dibattito politico. e per lottare contro il "tabù dello stupro".
Questo stupro segna l'inizio del suo attivismo femminista. Infatti, poi milita presso l'UNEF e l'Unione degli studenti comunisti. Si avvicina al Collettivo contro lo stupro e si fa coinvolgere nel movimento femminista. Il MLF sarà poi l'argomento della sua tesi di master in storia. Nel 1997, crea un nuovo movimento femminista, chiamato Mix-Cité, di cui diventa co-presidente. L'associazione diventa famosa protestando contro l'uso di manichini vivi nelle vetrine delle Galeries Lafayette.
Nel novembre del 2012, Clémentine organizza il manifesto del 313 "dichiaro di esser stata stuprata", trasmesso da Le Nouvel Observateur. Con molte altre donne, tra cui la tennista Isabelle Demongeot, si fa testimone dello stupro nel documentario Viol, elles se manifestent (Lo stupro, le donne parlano), trasmesso il 25 novembre 2012 su France 2, nel programma televisivo Infrarouge.
Dopo gli episodi di violenza sessuale del Capodanno 2016 in Germania, Clémentine Autain crea polemiche con un tweet in cui invitava a non mischiare la violenza sessuale di massa e l'Islam: "tra aprile e settembre 1945 due milioni di donne tedesche sono state violentate da dei soldati. E la colpa sarebbe dell'Islam?". I suoi detrattori le rimproverano di non avere compassione per le vittime. Per Marc Cohen di Causeur, indignato dal fatto che l'eletta del PCF avesse usato le parole "dei nostalgici del nazismo", la reazione di Clémentine Autain alle violenze sessuali avvenute a Colonia rivela un "dirottamento del femminismo" caratteristica della lotta "della sinistra contro una presunta islamofobia". E per Élisabeth Badinter, la posizione di Clémentine Autain coincide con un femminismo che "ha adottato le priorità dell'estrema sinistra" e si dimentica di difendere le donne; secondo lei, "Se da una parte è importante evitare le confusioni, dall'altra è ugualmente importante non negare l'evidenza".
È a favore della procreazione medicalmente assistita (PMA) ma "fortemente contro la surrogazione di maternità (GPA) , perché il corpo delle donne non deve essere commercializzato".
Inoltre, lavora come collaboratrice parlamentare per Georges Mazars, senatore socialista del Tarn. In seguito, diventa collaboratrice di Cécile Silhouette, consigliera di Parigi, eletta d'Ensemble per una sinistra alternativa ed ecologista. Secondo Le Monde, si sarebbe anche avvicinata alla Sinistra socialista, con tendenza per Jean-Luc Mélenchon.

### Percorso politico
Nel 2001, il Partito Comunista Francese le chiede di capeggiare la lista nel 17 arrondissement contro Françoise de Panafieu, che lei descrive come una "grande snob" con uno "spaventoso disprezzo di classe". Dopo essere stata sconfitta al secondo turno con 35,05 % di voti contro 50,61 % di Françoise de Panafieu, Clémentine Autain è stata nominata vice responsabile della gioventù dal nuovo sindaco di Parigi, Bertrand Delanoë.
Nei collettivi del 29 maggio, fa una campagna contro il trattato costituzionale europeo in occasione del referendum francese del 2005.
Molto presente anche in televisione, si dichiara pronta a candidarsi alle elezioni presidenziali del 2007 durante una riunione dei collettivi unitari il 10 settembre 2006.
Come vice responsabile della gioventù al municipio di Parigi dal 2001 al 2007, Clémentine Autain ha sviluppato una rete di punti d'incontro per i giovani e i Consigli della gioventù di Parigi. Secondo le sue spiegazioni, le sezioni giovanili forniscono uno spazio di accoglienza e informazione, mentre i Consigli consentono di promuovere la democrazia partecipativa, avendo la responsabilità di offrire ai giovani l'opportunità di dialogare con i loro funzionari eletti, di dare la loro opinione sulle principali questioni della città (trasporti, ambiente, alloggi, ecc.) e per avviare progetti a livello comunale. Specifica che i Consigli hanno un bilancio globale di 280 000 Euro.
Clémentine Autain dichiara di aver contribuito all' aumento del 50% dei fondi dedicati ai giovani. Ha realizzato varie attività: Paris Jeunes Talents, Paris Jeunes Vacances, Paris Jeunes Aventures, Paris Jeunes Solidarité.
Nel maggio del 2007, Clémentine Autain lascia il XVII arrondissement di Parigi e si sposta a Montreuil. Qualche mese dopo, conferma l'intenzione di non candidarsi alle elezioni comunali di Parigi del 2008, per paura dell'alleanza di Bertrand Delanöe con il MoDem per il secondo turno delle comunali di Parigi.
Nel novembre 2007 Jean Pierre Brard, sindaco di Montreuil, rimette Clémentine Autain al suo posto dichiarando che non terrà conto di questa persona ambiziosa per la lista delle prossime municipali.

#### Presidenza Sarkozy e Hollande
Partecipa alla fondazione Copernicus, una cerchia di riflessione della sinistra radicale e a diverse iniziative di sinistra: il RAP con Jacques Kergoat, SELS (Sensibilità ecologista libertario e radicalmente sociale- democratico) e ancora l'esperienza "di Ramulaud", un tentativo di coordinamento e di riflessione a livello della sinistra anti liberale che rifiuta l'"inclinazione" del liberismo sociale. Scrive nella rivista L'Humanité e in Regards.
Installatasi a Montreuil all'inizio del 2008, guida uno spazio politico di riflessione "Paroles de gauche" e s'impegna per gli attivisti immigrati clandestini in sciopero, dei lavoratori non costanti, che lei descrive come "coloro che soffrono il doppio".
Il 29 maggio 2008, Clémentine Autain co-firma con Michel Onfray, Arnaud Viviant e Luc Boltanski, in particolare, un articolo pubblicato sul quotidiano Le Monde, dove accoglie positivamente la proposta per la creazione di un nuovo partito politico anti-capitalista da parte della Revolutionary Communist League (LCR). I cofirmatari dichiarano nell'introduzione del loro articolo: " forti della popolarità di Olivier Besancenot, proponete di creare una nuova organizzazione politica, chiamata New Anti-Capitalist Party (NPA). Costernati dallo stato della sinistra, siamo entusiasti che stiate facendo questa proposta ", e il titolo dell'articolo è : "Il Nuovo Partito Anti-Capitalista è davvero determinato ad accogliere tutte le correnti dell'altra sinistra?". Nel maggio 2008, Clémentine Autain ha firmato l'invito del settimanale Politis, che proponeva in particolare una riflessione su "le giuste modalità di rispondere agli attacchi della destra e del Medef”,. Nell'agosto 2008, mentre partecipa ai corsi estivi dell'LCR dove si discute della creazione dell'NPA, riflette seriamente sulla possibilità di unirsi a questo futuro partito. Tuttavia, questo riavvicinamento non si concretizza, Clémentine Autain rimpiange che Olivier Besancenot e l'NPA non abbiano cercato di costituire delle maggioranze politiche o di lavorare e allearsi con altri, come Jean-Luc Mélenchon.
Alla fine del 2008, contribuisce alla creazione della Federazione per un'alternativa sociale ed ecologica (FASE), un movimento politico che riuniva una decina di organizzazioni politiche, il cui obiettivo è quello di " unire tutte le forze di trasformazione e di superamento del capitalismo" e di cui lei è la portavoce. La FASE è qualificata dall'Obs come un "gruppetto" a confronto dei "colossi" quali il Partito Comunista e il Partito di Sinistra che partecipano anch'essi al Fronte di Sinistra. Clémentine Autain ha rappresentato la FASE al congresso del Partito di Sinistra di Jean-Luc Mélenchon, sottolineando la volontà di lavorare con lui malgrado le divergenze su diverse questioni.
È la portavoce di Jean-Luc Mélenchon durante la campagna per le elezioni presidenziali nel 2012. Si presenta alle elezioni legislative del 2012 come sostituta di François Asensi, rieletto deputato della 11ª circoscrizione della Senna-Saint-Denis. Nel novembre 2013, partecipa attivamente alla creazione di Ensemble ! che unisce diverse formazioni membri del Fronte di Sinistra, tra cui la FASE e Les Alternatifs. Da questo momento, Clémentine Autain è una delle quattro porta voci di questo movimento.
Clémentine Autain si candida alle elezioni municipali del 2014 a Sevran. Il 30 marzo 2014, il sindaco uscente Stéphane Gatignon vince ancora una volta a Sevran durante le elezioni municipali a Senna-Saint-Denis con il 50,55% di suffragi (5 325 voti). Clémentine Autain ottiene il 24,66% di suffragi al primo turno (2 612 voti) e il 31,31% di suffragi al secondo (3 298 voti). È eletta al consiglio comunale della città di Sevran con altre 6 personalità del Fronte di Sinistra sui 45 seggi del consiglio comunale.
Si candida anche alle elezioni dipartimentali del 2015 nel cantone di Sevran, in coppia con Sébastien Bastaraud (PCF), ottenendo il 19% dei suffragi espressi (il 23,3% del comune di Sevran).
Durante le elezioni regionali del 2015 nell' Île-de-France, compare in testa alla lista del Fronte di Sinistra in Senna-Saint-Denis. Al secondo turno, la fusione tra le liste del PS, Fronte di Sinistra e EELV le permettono di essere eletta al consiglio regionale d'Île-de-France. È membro permanente della Commissione del consiglio regionale
All'inizio del 2016, pubblica un articolo, pubblicato nel giornale Libération, dove analizza l'invito per le primarie di sinistra. Secondo lei, "non ci saranno le primarie di sinistra in vista della prossima presidenziale", in quanto stima che l'orientamento della sinistra governativa rappresentata dal presidente della Repubblica François Hollande è incompatibile con l'orientamento di "coloro che aspirano a ricostruire una prospettiva realmente di sinistra" .

#### Deputata della XV legislatura
Si candida alle elezioni legislative del 2017 nel dipartimento di Senna-Saint-Denis nella XI circoscrizione, sostenuta da La France Insoumise, le PCF e Ensemble !. Al primo turno finisce in ballottaggio con il 37,21% dei voti espressi, posizionandosi al primo posto. Al secondo turno, è eletta all'Assemblea nazionale. Dopodiché, nel febbraio 2018, diventa segretaria all'Ufficio dell'Assemblea nazionale.
Per le leggi del 2014 sul cumulo tra mandato, lascia il suo mandato di consigliera regionale nel luglio del 2017, in quanto uno dei suoi due mandati locali e per via dell'incompatibilità il suo nuovo mandato da deputata con l'esercizio di più di un mandato dell'assemblea deliberante locale.
Oltre la sua funzione di deputata, Clémentine Autain esercita diverse funzioni nell'Assemblea nazionale: è membra della Commissione degli affari esteri, presidente del gruppo di amicizia Francia-Benin e vice-presidente del gruppo di amicizia Francia-Israele, vice-presidente del gruppo di studio di vocazione internazionale Francia-Palestina, vice-presidente del gruppo di studio Villes et banlieues, membro della delegazione incaricata dell'applicazione dello statuto di deputato, membro del gruppo di lavoro sullo statuto dei deputati e delle loro capacità.
Nel luglio del 2017, Clémentine Autain sostiene la mozione di rifiuto preventivo presentata dal gruppo parlamentare della Francia ribelle, a seguito della proposta di prorogare lo stato di emergenza del governo di Emmanuel Macron . L'opposizione giustifica il suo rifiuto riguardo alla continuazione dello stato di emergenza con l'assenza di prove della sua efficacia nella lotta contro Daesh, ma anche per il fatto che verrebbe utilizzato a scapito delle libertà pubbliche, al fine di prevenire lo svolgimento di manifestazioni (su 639 divieti individuali di manifestare, 574 in relazione al diritto del lavoro.
Intervistata nel luglio del 2017 dal quotidiano Le Parisien, Clémentine Autain porta alla luce la questione della custodia dei bambini all'Assemblea nazionale. Lei trova "sorprendente e increscioso" che l'Assemblea nazionale non se ne occupi, e che quindi non faciliti il compito dei giovani genitori deputati. Crede inoltre che si tratti di una "questione dell'uguaglianza di genere" e intende porre la questione all'ordine del giorno dell'Ufficio di presidenza dell'Assemblea.
Nel settembre del 2017 è stata l'unica nell'ufficio del Parlamento, composto da 22 membri e senza un rappresentante FN, a non votare per la revoca dell'immunità parlamentare di Gilbert Collard, il quale aveva pubblicato delle foto delle vittime di Daesh sui social. Lei teme "una messa in dubbio dell'immunità parlamentare" che secondo lei non è "un privilegio ma una condizione essenziale per l'equilibrio dei poteri, per l'indipendenza e per la libertà di espressione nell'esercizio di un mandato da deputato". Crede inoltre che le condizioni di voto fossero "inaccettabili", e denuncia l'assenza di dibattito approfondito. Lei afferma che "rifiutare di votare questa revoca non è poi così estraneo al metodo che si sta utilizzando in Assemblea, in un clima in cui il potere del Parlamento è sempre più calpestato".
Mentre pianifica di andare con altri funzionari eletti in Palestina nel novembre del 2017, le autorità israeliane le impediscono l'ingresso in territorio nazionale. Il Times of Israel sottolinea, in questa occasione, che Clémentine Autain è vicepresidente dell'Associazione di amicizia Francia-Israele dell'Assemblea nazionale creata il 31 ottobre 2017, mentre era co-firmataria di un testo in Le Monde intitolato "Boicottare Israele significa combattere per una giusta pace" al fianco di Olivier Besancenot in particolare, a sostegno dell'azione del movimento BDS che boicotta Israele.
Nell'aprile del 2018, su 400 scrutini pubblici avvenuti in Assemblea, è deputata del gruppo La Francia ribelle che ha votato meno spesso in linea con il gruppo LREM (7%).
Non si candida alle elezioni municipali del 2020 e perde il mandato di consigliere municipale a Sevran.

## Presa di posizione
Nel 2013, invitata con Élisabeth Lévy a un Dibattito Yahoo! intitolato Come affrontare l'ascesa dell'islamofobia in Francia?, Clémentine Autain risponde alla sua interlocutrice durante uno scambio particolarmente acceso: "non credo che oggi, in Francia, prevalentemente, il terrorismo islamico o l'integralismo islamico possano essere una minaccia per la nostra Repubblica".
A seguito degli attentati del 13 novembre 2015 a Parigi rivendicati dall'organizzazione terroristica dello Stato Islamico, il presidente François Hollande decide di attuare lo stato di emergenza. Il 30 novembre 2015, cinquantotto persone firmano l'appello dei 58: "Manifesteremo durante lo stato di emergenza". Clémentine Autain è una delle firmatarie del ricorso. Questo movimento è un gruppo di artisti, intellettuali, deputati e leader politici. I firmatari vogliono avvisare riguardo al divieto di manifestare, causato dallo stato di emergenza: "il divieto di manifestare mette in discussione la libertà di espressione e di opinione, e regge in questo modo il gioco dei nemici della democrazia e della libertà".
Il 14 giugno 2019, Le Monde pubblica un dibattito, sostenuto da un migliaio di firmatari, che chiede di "costruire una speranza" circa le esigenze sociali ed ecologiche, lontano da accordi di circostanza, dalla logica della mobilitazione e "l'odio come motore". Elsa Faucillon e Clémentine Autain, promotrici di questo ricorso, organizzano un evento al Circo Romanès il 30 giugno 2019 al quale sono invitate diverse correnti di sinistra e alcuni sindacati. Lo scopo è quello di "unire la sinistra ecologica" e di "creare un arcipelago cittadino, un insieme di isolotti che lottano per una causa comune: aprire una strada per cambiare nel profondo la società dal punto di vista sociale ed ecologico".

### Giornalista e operatrice mediatica
È stata co-direttrice della redazione della rivista Regards, con Roger Martelli. In seguito, dal 12 aprile 2010, partecipa attivamente al suo rilancio diventando manager della nuova Scop (Società cooperativa e partecipativa) e direttrice delle pubblicazioni.
Fu anche una giornalista in Vous trouvez ça normal ?!, un programma condotto da Bruce Toussaint su France 2 il quale è stato interrotto dopo tre mesi di trasmissione. Inoltre partecipa regolarmente al talk show On refait le monde di RTL.

## Risultati elettorali

### Elezioni comunali
I risultati qui di seguito si riferiscono solo alle elezioni in cui Clémentine Autain è stata a capo della lista.
| Anno | Partito           | Comune                        | Primo turno | Primo turno | Primo turno | Secondo turno | Secondo turno | Secondo turno | Seggi ottenuti |
| Anno | Partito           | Comune                        | Voti        | %           | Rango       | Voti          | %             | Rango         | Seggi ottenuti |
| ---- | ----------------- | ----------------------------- | ----------- | ----------- | ----------- | ------------- | ------------- | ------------- | -------------- |
| 2001 | PCF- PS- PRG- MDC | XVII arrondissement di Parigi | 11 446      | 25,40       | 2°          | 15 673        | 35,05         | 2°            | 4/39           |
| 2014 | FG                | Sevran                        | 2 612       | 24,66       | 2°          | 3 298         | 31,31         | 2°            | 7/45           |

### Elezioni legislative
| Anno | Partito               | Circoscrizione                             | Primo turno | Primo turno | Primo turno | Secondo turno | Secondo turno | Secondo turno | Statuto |
| Anno | Partito               | Circoscrizione                             | Voti        | %           | Rango       | Voti          | %             | Rango         | Statuto |
| ---- | --------------------- | ------------------------------------------ | ----------- | ----------- | ----------- | ------------- | ------------- | ------------- | ------- |
| 2017 | Ensemble ! (LFI- PCF) | 11° circoscrizione della Senna-Saint-Denis | 7 977       | 37,21       | 1°          | 10 962        | 59,52         | 1°            | Eletta  |

## Filmografia
- 1978 : Les Petits Câlins de Jean-Marie Poiré : Pamela, la figlia di Sophie[86]
- 1983 : La Main dans l'ombre (System ohne Schatten) de Rudolf Thome : la bambina nell'autobus[87]
- 2018 : L'Amour flou de Romane Bohringer et Philippe Rebbot : lei stessa.[88]
- Alter égaux, Parigi, Robert Laffont, 2001 (ISBN 2-221-09315-1)
- Les Droits des femmes : l'inégalité en question, Milano, 2003 (ISBN 2-7459-0838-3)
- Banlieue, lendemains de révolte, opera collettiva, Parigi, La Dispute, 2006 (ISBN 2-84303-129-X)
- Salauds de jeunes, com Mikael Garnier-Lavalley, Parigi, Robert Laffont, 2006 (ISBN 2-221-10706-3)
- Propositions pour sortir du libéralisme, opera collettiva, Parigi, Syllepse, 2006 (ISBN 978-2-84950090-3)
- Les machos expliqués à mon frère, Parigi, Le Seuil, 2008 (ISBN 2-02-097004-X)
- Transformer, à gauche, Le Seuilª ed., 2009,  p. 154, ISBN 978-2-02-099229-9.
- Postcapitalisme, Au diable vauvertª ed., 2009,  p. 348, ISBN 2-84626-194-6.
- Un beau jour… combattre le viol, Indigèneª ed., 2011, ISBN 978-1-09-035406-8.[89]
- Le Retour du peuple. De la classe ouvrière au précariat, Paris, Stock, 2012 ISBN 9782234071858
- Ne me libère pas, je m'en charge - Plaidoyers pour l'émancipation des femmes, Paris, J'ai lu, 2013 ISBN 978-229-005405-5
- Elles se manifestent - Viol, 100 femmes témoignent, Parigi, Don Quichotte, 2013 (ISBN 978-2359491470)
- Nous avons raisons d’espérer, Parigi, Flammarion, 2015 (ISBN 978-2081334847)
- Notre liberté contre leur libéralisme, Parigi, Le Cerf, 2018 (ISBN 978-2-204-12757-8)
- Dites-lui que je l'aime, Parigi, Grasset, 2019 (ISBN 978-2-2468-1395-8)
- À gauche en sortant de l'hyper marché, Parigi, Grasset, 2020 (ISBN 978-2-2468-2523-4)
- Clémentine Autain : « Rendre au féminisme son tranchant », in Ballast, 23 febbraio 2015.